# Список кавалеров ордена «За заслуги перед Отечеством» IV степени

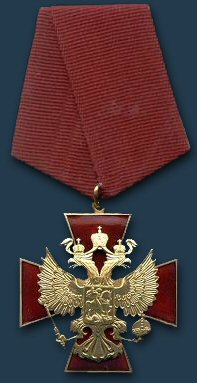
Орден «За заслуги перед Отечеством» IV степени

Это список кавалеров ордена «За заслуги перед Отечеством» IV степени (после даты стоит номер указа Президента Российской Федерации, которым произведено награждение).

## Кавалеры ордена IV степени, награждённые по опубликованным указам
Список кавалеров по порядку награждения:
- Список кавалеров ордена IV степени за 1994 год
- Список кавалеров ордена IV степени за 1995 год
- Список кавалеров ордена IV степени за 1996 год
- Список кавалеров ордена IV степени за 1997 год
- Список кавалеров ордена IV степени за 1998 год
- Список кавалеров ордена IV степени за 1999 год
- Список кавалеров ордена IV степени за 2000 год
- Список кавалеров ордена IV степени за 2001 год
- Список кавалеров ордена IV степени за 2002 год
- Список кавалеров ордена IV степени за 2003 год
- Список кавалеров ордена IV степени за 2004 год
- Список кавалеров ордена IV степени за 2005 год
- Список кавалеров ордена IV степени за 2006 год
- Список кавалеров ордена IV степени за 2007 год
- Список кавалеров ордена IV степени за 2008 год
- Список кавалеров ордена IV степени за 2009 год
- Список кавалеров ордена IV степени за 2010 год
- Список кавалеров ордена IV степени за 2011 год
- Список кавалеров ордена IV степени за 2012 год
- Список кавалеров ордена IV степени за 2013 год
- Список кавалеров ордена IV степени за 2014 год
- Список кавалеров ордена IV степени за 2015 год
- Список кавалеров ордена IV степени за 2016 год
- Список кавалеров ордена IV степени за 2017 год
- Список кавалеров ордена IV степени за 2018 год
- Список кавалеров ордена IV степени за 2019 год
- Список кавалеров ордена IV степени за 2020 год
- Список кавалеров ордена IV степени за 2021 год
- Список кавалеров ордена IV степени за 2022 год
- Список кавалеров ордена IV степени за 2023 год
- Список кавалеров ордена IV степени за 2024 год
- Список кавалеров ордена IV степени за 2025 год

## Кавалеры ордена IV степени, награждённые по неопубликованным указам
В данный раздел включены кавалеры, указы о награждении которых не были опубликованы в «Собрании законодательства Российской Федерации» или «Российской газете».

### Год не указан
1. Авдеев, Алексей Юрьевич — генерал-лейтенант.
2. Адамян, Арнольд Арамович — врач-хирург.
3. Алексеев, Владимир Степанович — генерал-лейтенант[2].
4. Бабичев, Иван Ильич — генерал-полковник.
5. Балуевский, Юрий Николаевич.
6. Бариев, Радик Абрарович, Герой Российской Федерации, военный летчик-испытатель, генерал-лейтенант;[источник не указан 531 день]
7. Бахин, Аркадий Викторович — генерал-полковник[3][4].
8. Безруков, Андрей Олегович — полковник Службы внешней разведки в отставке.
9. Беляков, Александр Семёнович — заместитель председателя правления Россельхозбанка
10. Белый, Юрий Иванович — директор ФГУП «Научно-исследовательский институт приборостроения имени В. В. Тихомирова»[5].
11. Богачёв, Александр Сергеевич — капитан 1-го ранга.
12. Богомолов, Александр Станиславович — полковник.
13. Болдырев, Владимир Анатольевич — генерал армии[6].
14. Борисов, Юрий Иванович — заместитель председателя Правительства Российской Федерации.
15. Бортников, Александр Васильевич — генерал армии, директор Федеральной службы безопасности Российской Федерации[7].
16. Брыкин, Николай Гаврилович — генерал-лейтенант.
17. Бударгин, Олег Михайлович — председатель Совета директоров ПАО «Федеральный испытательный центр».
18. Бунин, Сергей Викторович — генерал-полковник
19. Булавин, Владимир Иванович.
20. Булгаков, Владимир Васильевич — генерал-полковник
21. Булгаков, Дмитрий Витальевич.
22. Бусловский, Вилорий Вилорьевич — майор милиции, командир СОБР УБОП Калининградской области[8].
23. Вавилова, Елена Станиславовна — полковник Службы внешней разведки в отставке.
24. Вартанян, Геворк Андреевич — полковник, Герой Советского Союза.
25. Ваничкин, Михаил Георгиевич — генерал-полковник полиции.
26. Васильев, Владимир Абдуалиевич.
27. Велько, Андрей Витальевич — майор (посмертно)
28. Верховцев, Владимир Николаевич — генерал-полковник
29. Вешняков, Александр Альбертович — председатель Центральной избирательной комиссии Российской Федерации[9].
30. Винниченко, Николай Александрович — государственный советник юстиции 1 класса.
31. Волков, Александр Сергеевич — генерал-майор
32. Воложинский, Андрей Ольгертович.
33. Воскобойников, Валерий Иванович — авиационный инженер
34. Высоцкий, Владимир Сергеевич — адмирал, главнокомандующий ВМФ[6].
35. Галкин, Алексей Викторович — генерал-майор[10]
36. Галкин, Александр Викторович — генерал-полковник
37. Герасимов, Валерий Васильевич — генерал-полковник[11].
38. Герасимов, Виталий Петрович — генерал-майор
39. Герасимов, Юрий Александрович — строитель
40. Грехов, Юрий Николаевич — генерал-лейтенант
41. Громов, Феликс Николаевич — адмирал флота, главнокомандующий Военно-морским флотом с 1992 по 1996 г.[12].
42. Головко, Александр Валентинович — генерал-полковник.
43. Гольман, Владимир Михайлович — строитель
44. Гореловский, Иван Иванович — генерал-полковник
45. Гурулёв, Андрей Викторович — генерал-лейтенант
46. Дадонов, Вячеслав Александрович — генерал-полковник
47. Дёгтев, Геннадий Валентинович.
48. Дёмин, Юрий Георгиевич — генерал-полковник юстиции
49. Дюмин, Алексей Геннадьевич — генерал-лейтенант
50. Дворников, Александр Владимирович — генерал-полковник
51. Дворкин, Владимир Зиновьевич — генерал-майор
52. Евтухович, Валерий Евгеньевич — генерал-лейтенант, командующий Воздушно-десантными войсками (2007—2009)[6].
53. Ефремов, Иван Иванович.
54. Завершинский, Владимир Иванович — генерал-полковник
55. Зайцев, Геннадий Николаевич  — генерал-майор, Герой Советского Союза[13]
56. Захаров, Лев Григорьевич — конструктор ракетных комплексов
57. Зелин, Александр Николаевич — генерал-полковник[6].
58. Зиничев, Евгений Николаевич.
59. Жихарев, Анатолий Дмитриевич — генерал-лейтенант
60. Жидко, Геннадий Валериевич — генерал-полковник
61. Иванов, Виктор Петрович — директор Федеральной службы Российской Федерации по контролю за оборотом наркотиков[14].
62. Иванов, Тимур Вадимович — Действительный государственный советник Российской Федерации 1-го класса
63. Иванаев, Андрей Сергеевич — генерал-лейтенант
64. Исаков, Владимир Ильич.
65. Исайкин, Анатолий Петрович — генерал-майор
66. Канакин, Валерий Владимирович — генерал-майор
67. Каракаев, Сергей Викторович — генерал-лейтенант[15]
68. Картаполов, Андрей Валериевич — генерал-полковник
69. Кураленко, Сергей Васильевич — генерал-полковник
70. Кирьянов, Виктор Николаевич
71. Калабухов, Николай Семёнович — генерал-майор
72. Катасонов, Роман Юрьевич — майор (посмертно)
73. Квашнин, Анатолий Васильевич — начальник Генерального штаба Вооруженных сил Российской Федерации (1997—2004)[16].
74. Киселёва, Мария Александровна — синхронистка
75. Кирпиченко, Вадим Алексеевич — советский разведчик, генерал-лейтенант[17].
76. Ковалёв, Николай Дмитриевич.
77. Козлов, Михаил Сергеевич — политический деятель
78. Корабельников, Валентин Владимирович — начальник Главного управления Генерального штаба Вооруженных сил Российской Федерации[18].
79. Конопелькин, Евгений Николаевич — полковник
80. Константинов, Анатолий Устинович — маршал авиации
81. Коричнев, Валерий Васильевич — генерал-полковник в отставке
82. Коробов, Игорь Валентинович.
83. Королёв, Владимир Иванович — вице-адмирал[19].
84. Костечко, Николай Николаевич — генерал-полковник
85. Костюков, Игорь Олегович.
86. Кот, Виктор Севастьянович — генерал-полковник
87. Колпаченко, Александр Николаевич — генерал-лейтенант
88. Коновалов, Александр Владимирович — юрист
89. Ким, Евгений Иванович — полковник госбезопасности
90. Кисель, Сергей Александрович — генерал-лейтенант
91. Клименко, Дмитрий Николаевич — генерал-майор
92. Красников, Александр Алексеевич — генерал-майор инженерных войск
93. Кравченко, Владимир Викторович — командующий 11-й армией ВВС и ПВО, генерал-лейтенант[20].
94. Кривандин, Владимир Алексеевич — учёный-металлург
95. Куделина, Любовь Кондратьевна — заместитель министра обороны Российской Федерации[6].
96. Кумов, Андрей Николаевич — полковник
97. Куликов, Александр Геннадьевич — кинопродюсер
98. Кураленко, Сергей Васильевич — генерал-полковник
99. Куроедов, Владимир Иванович — адмирал флота
100. Кузнецов, Юрий Александрович — генеральный конструктор радиолокационных систем ПВО
101. Кузнецов, Виктор Иванович —  генеральный директор концерна «Кузбассразрезуголь»
102. Кузнецов, Михаил Борисович — майор
103. Кучерук, Сергей Александрович — начальник ГУВД Краснодарского края[21].
104. Келехсаев, Владимир Ильич — полковник[22][23]
105. Лазебин, Евгений Павлович — генерал-полковник
106. Ладыгин, Фёдор Иванович.
107. Лапин, Александр Павлович — генерал-полковник
108. Лебедев, Сергей Николаевич.
109. Ленцов, Александр Иванович — генерал-полковник
110. Лоськов, Олег Вячеславович — прапорщик Управления «A» ЦСН ФСБ России.
111. Лысюк, Сергей Иванович — полковник Управления «A» ЦСН ФСБ России, Герой Российской Федерации[24].
112. Майборода, Виталий Викторович — подполковник
113. Майстренко, Владимир Викторович — генерал-майор
114. Марзоев, Станислав Васильевич — полковник
115. Мардер, Наум Семёнович — заместитель министра связи и массовых коммуникаций Российской Федерации
116. Макаров, Николай Егорович
117. Макаров, Сергей Афанасьевич — генерал-полковник[25].
118. Максимов, Николай Михайлович — адмирал, командующий Северным флотом (2007—2011)[6].
119. Мокрецов, Михаил Павлович — начальник аппарата министра обороны Российской Федерации, заместитель министра обороны Российской Федерации[26].
120. Медоев, Игорь Башерович — генерал-майор[27]
121. Мерзликин, Андрей Викторович — генерал-майор
122. Меликов, Сергей Алимович — генерал-полковник[28]
123. Мизинцев, Михаил Евгеньевич — генерал-полковник
124. Миронов, Дмитрий Юрьевич — генерал-лейтенант
125. Михайлов, Александр Владимирович — полковник
126. Муранов, Анатолий Иванович — генерал-полковник юстиции
127. Мурадов, Рустам Усманович — генерал-лейтенант
128. Мусиенко, Александр Валентинович — полковник
129. Молтенской, Владимир Ильич — генерал-полковник
130. Мыльников, Борис Александрович — генерал-полковник в отставке
131. Милёхин, Юрий Михайлович — химик
132. Нетыкса, Виталий Вячеславович — генерал-майор
133. Николаев, Андрей Иванович.
134. Новиков, Андрей Петрович — генерал-полковник милиции
135. Носулев, Михаил Яковлевич — генерал-лейтенант
136. Нувахов, Борис Шамильевич — доктор исторических наук
137. Нургалиев, Рашид Гумарович.
138. Нусуев, Шевалье Семандуевич — самбист, дзюдоист
139. Панков, Николай Александрович — генерал армии[6].
140. Патрушев, Николай Платонович — секретарь Совета безопасности Российской Федерации[29].
141. Палагин, Сергей Вячеславович — подполковник
142. Панфёров, Андрей Борисович — подполковник[30].
143. Попков, Виталий Иванович — генерал-лейтенант авиации, дважды Герой Советского Союза[31].
144. Поповкин, Владимир Александрович — генерал армии[6].
145. Попов, Александр Васильевич — генерал-майор
146. Проничев, Владимир Егорович.
147. Пронягин, Дмитрий Юрьевич — генерал-майор
148. Пронин, Владимир Васильевич — генерал-полковник милиции
149. Плохой, Олег Анатольевич — генерал-полковник
150. Плат, Павел Васильевич  — генерал-полковник
151. Петухов, Григорий Иванович — заместитель губернатора Челябинской области
152. Пудовкин, Денис Евгеньевич — прапорщик (посмертно)
153. Пашинян, Гурген Амаякович — медик
154. Пахомов, Николай Павлович — вице-адмирал
155. Познихир, Виктор Викторович — генерал-лейтенант[32]
156. Ромодановский, Константин Олегович — директор Федеральной миграционной службы[33].
157. Романов, Виктор Михайлович — полковник
158. Романовский, Кирилл — военный корреспондент РИА «ФАН»[34]
159. Рудской, Сергей Фёдорович — генерал-полковник
160. Савенков, Александр Николаевич — главный военный прокурор Российской Федерации (2002—2006)[35].
161. Садовенко, Юрий Эдуардович (дата награждения неизвестна) — генерал-полковник
162. Салюков, Олег Леонидович — генерал армии
163. Северин, Владимир Гайевич — космонавт-испытатель научно-производственного предприятия «Звезда»
164. Сиенко, Олег Викторович — бизнесмен
165. Силаева, Вера Григорьевна — тренер по художественной гимнастике
166. Севрюков, Сергей Михайлович — генерал-лейтенант
167. Сердюков, Андрей Николаевич — генерал-полковник
168. Сергун, Игорь Дмитриевич.
169. Селивёрстов, Владимир Вячеславович — полковник
170. Соболев, Валентин Алексеевич.
171. Солкин, Виктор Никонорович — генерал-лейтенант
172. Соловцов, Николай Евгеньевич — генерал-полковник, командующий Ракетными войсками стратегического назначения (2001—2009)[36].
173. Соколов, Виктор Николаевич — вице-адмирал
174. Ставицкий, Юрий Михайлович — генерал-лейтенант
175. Старовойтов, Александр Владимирович.
176. Стаськов, Николай Викторович — генерал-лейтенант
177. Степанов, Владимир Иванович — Ректор Донского сельскохозяйственного института
178. Сухоруков, Дмитрий Семёнович — генерал армии
179. Сыромолотов, Олег Владимирович — заместитель министра иностранных дел Российской Федерации, руководитель Службы контрразведки ФСБ России (2004—2015), генерал армии[37]
180. Таранин, Виктор Иванович — предприниматель
181. Тихонов, Александр Евгеньевич — генерал-полковник
182. Ткаченко, Нинель Александровна — оперная певица[38]
183. Трубников, Вячеслав Иванович.
184. Трегубенков, Юрий Петрович — генерал-лейтенант
185. Торшин, Юрий Николаевич — полковник
186. Онопко, Виктор Савельевич — футболист
187. Обносов, Борис Викторович — генерал-майор
188. Орлов, Вадим Иванович — генерал-майор
189. Усольцев, Анатолий Фёдорович — конструктор ракетной техники
190. Устинов, Евгений Алексеевич — генерал-полковник
191. Уткин, Дмитрий Валерьевич
192. Филиппов, Владимир Иванович — генерал-полковник[6].
193. Чайко, Александр Юрьевич — генерал-лейтенант
194. Черкесов, Виктор Васильевич — генерал полиции[39].
195. Ченчик, Сергей Михайлович.
196. Чиркин, Владимир Валентинович — генерал-лейтенант[40].
197. Чуров, Владимир Евгеньевич — председатель Центральной избирательной комиссии Российской Федерации[41].
198. Харчевский, Александр Николаевич — генерал-майор
199. Хрулёв, Анатолий Николаевич — генерал-полковник
200. Цеков, Олег Муссович — генерал-лейтенант[42]
201. Чуприян, Александр Петрович — генерал-полковник внутренней службы
202. Чирков, Виктор Викторович — адмирал
203. Чиж, Иван Михайлович — генерал-полковник медицинской службы
204. Черненко, Андрей Григорьевич —  генерал-полковник внутренней службы в отставке
205. Чернышов, Сергей Игоревич — майор[43]
206. Чернявский, Сергей Иванович — полковник
207. Шаврин, Сергей Иванович.
208. Шевцов, Леонтий Павлович — генерал-полковник
209. Шевченко, Юрий Анатольевич — полковник госбезопасности
210. Шумилин, Борис Тихонович — генерал-полковник внутренней службы
211. Хабибуллин, Ряфагать Махмутович — полковник
212. Ханалиев, Умарпаша Юсупович — генерал-майор[44]
213. Файков, Юрий Иванович — конструктор специальных боеприпасов
214. Федотов, Евгений Михайлович — полковник
215. Юдин, Сергей Сергеевич — генерал-лейтенант
216. Юрьев, Евгений Леонидович — генерал-лейтенант
217. Яковлев, Иван Кириллович — генерал армии[45].
218. Борис «Зомби» — командир группы «Вагнер»[46].
219. Кутузов, Роман Владимирович — генерал-лейтенант
220. Дворкович, Аркадий Владимирович — президент Международной шахматной федерации[47]
221. Жданьков, Александр Иванович — генерал-полковник
222. Елисеев, Виктор Петрович — художественный руководитель и главный дирижёр Академического ансамбля песни и пляски войск национальной гвардии Российской Федерации, генерал-майор[48]
223. Гостев, Аркадий Александрович — директор Федеральной службы исполнения наказаний
224. Коков, Юрий Александрович — государственный деятель
225. Неверов, Сергей Иванович — заместитель председателя Государственной думы Федерального собрания Российской Федерации
226. Попов, Павел Анатольевич — генерал армии, заместитель министра обороны Российской Федерации
227. Гоев, Александр Иванович — Генеральный директор производственного объединения «Красногорский завод имени С.А. Зверева»[49]
228. Кашин, Владимир Леонидович — Заместитель Председателя ЦК КПРФ, Председатель Комитета Государственной Думы по природным ресурсам, природопользованию и экологии[50]
229. Пинчук, Сергей Михайлович — вице-адмирал, командующий Черноморским флотом
230. Кириллов, Игорь Анатольевич — начальник войск радиационной, химической и биологической защиты Вооружённых сил Российской Федерации[51]
231. Шувалов, Игорь Иванович — государственный деятель[52]
232. Горовой, Александр Владимирович — Первый заместитель министра внутренних дел Российской Федерации
233. Устинов, Владимир Васильевич — Полномочный представитель президента Российской Федерации в Южном федеральном округе
234. Анашкин, Геннадий Владимирович[53]
235. Москалик, Ярослав Ярославович — Заместитель начальника Главного оперативного управления Генштаба Вооружённых сил России[54]
236. Бабушкин, Игорь Юрьевич — Губернатор Астраханской области[55]
237. Кашин, Владимир Иванович — Председатель комитета Государственной Думы Федерального собрания Российской Федерации по аграрным вопросам[56]
238. Рукшин, Александр Сергеевич — начальник Главного оперативного управления Генерального штаба — заместитель начальника Генерального штаба Вооружённых Сил Российской Федерации, генерал-полковник

### По годам
1. 1995 — Воробьёв, Виктор Васильевич — генерал-майор милиции (посмертно)
2. 1995, 10 апреля — Когатько, Григорий Иосифович — генерал-полковник[57]
3. 1995, 28 августа — Антошкин, Николай Тимофеевич — генерал-полковник[58].
4. 1995, 7 сентября — Солдатенков, Александр Михайлович — конструктор ракетно-космической техники[59]
5. 1996, 9 апреля (указ № 514) — Климук, Пётр Ильич — лётчик-космонавт СССР[60].
6. 1996, 9 апреля (указ № 514) — Глазков, Юрий Николаевич — лётчик-космонавт СССР[60]
7. 1996 — Тихомиров, Вячеслав Валентинович.
8. 1996 — Шерстюк, Владислав Петрович[61].
9. 1997 — Глинкин, Лев Ильич — инженер
10. 1997 — Кокошин, Андрей Афанасьевич — депутат Государственной думы Российской Федерации.
11. 1997 — Успенский, Эдуард Николаевич — писатель[62].
12. 1998 — Ефимов, Александр Николаевич — маршал авиации в отставке
13. 1998 — Моцак, Михаил Васильевич — вице-адмирал
14. 1998, 13 августа — Калистратов, Николай Яковлевич — генеральный директор ФГУП «Машиностроительное предприятие „Звездочка“»[63].
15. 1999 — Колесников, Владимир Ильич — первый заместитель министра внутренних дел Российской Федерации.
16. 1999, 25 сентября — Магомедтагиров, Адильгерей Магомедович — генерал-лейтенант
17. 1999 — Яковлев, Владимир Николаевич — генерал армии, главнокомандующий Ракетными войсками стратегического назначения (1997—2001)[64].
18. 1999 — Никитин, Владимир Алексеевич — генерал-полковник
19. 1999, 22 декабря — Решетников, Василий Васильевич — генерал-полковник авиации[65]
20. 2000 — Воробьёв, Владимир Сергеевич — учёный
21. 2000 — Дондуков, Александр Николаевич — авиаконструктор[66]
22. 2000 — Корнуков, Анатолий Михайлович — генерал армии[67].
23. 2000 — Тоцкий, Константин Васильевич — генерал армии[68].
24. 2000, 29 февраля — Голубев, Иван Иванович — генерал-полковник милиции[69].
25. 2000, 6 мая — Грибков, Анатолий Иванович — генерал армии в отставке
26. 2000, 4 июля — Присекин, Сергей Николаевич — художник студии военных художников имени М. Б. Грекова
27. 2000 — Маев, Сергей Александрович — генерал-полковник
28. 2000 — Фёдоров, Валерий Иванович — генерал-полковник юстиции[70]
29. 2000 — Комоедов, Владимир Петрович — Командующий Черноморским флотом ВМФ России
30. 2001, 14 февраля — Сычев, Владилен Иванович — генерал-полковник[71])
31. 2001 — Кормильцев, Николай Викторович.
32. 2001 — Мак, Артур Афанасьевич — научный руководитель Института лазерной физики НПК «ГОИ им. С. И. Вавилова»[72].
33. 2001 — Пялов, Владимир Николаевич — начальник — генеральный конструктор федерального государственного унитарного предприятия "Санкт-Петербургское морское бюро машиностроения «Малахит».
34. 2001 — Манилов, Валерий Леонидович — генерал-полковник
35. 2002, 9 октября — Бункин, Борис Васильевич — бывший генеральный конструктор предприятия НПО «Алмаз»
36. 2002 — Захаров, Александр Викторович — генеральный директор Завода им. М. И. Калинина
37. 2002 — Мирошниченко, Игорь Михайлович — генерал-лейтенант
38. 2002 — Сорокин, Михаил Иванович — генерал армии в отставке[73].
39. 2002 — Карраск, Владимир Константинович — конструктор ракетно-космической техники
40. 2003 — Бояров, Виталий Константинович.
41. 2003 — Ерёмин, Борис Николаевич, генерал-лейтенант авиации, Герой Советского Союза[74].
42. 2003 — Косован, Александр Давыдович.
43. 2003 — Муров, Евгений Алексеевич.
44. 2003 — Шпак, Георгий Иванович[75] — генерал-полковник, командующий Воздушно-десантными войсками России (1996—2003).
45. 2003 — Лунин, Леонид Сергеевич — ректор Новочеркасского политехнического института
46. 2003 — Толмачёв, Виктор Григорьевич — генеральный директор акционерного общества «Воткинский завод»
47. 2004 — Козлов, Алексей Михайлович — разведчик Службы внешней разведки Российской Федерации, полковник в отставке
48. 2004 — Маляров, Вячеслав Владимирович — советский и российский военнослужащий, старший оперуполномоченный Управления «А» («Альфа») Центра специального назначения Федеральной службы безопасности Российской Федерации, майор
49. 2004 — Матовников, Александр Анатольевич — генерал-лейтенант [76]
50. 2004, 18 октября — Борисов, Михаил Фёдорович — полковник в отставке, Герой Советского Союза[77]
51. 2004 — Чекалин, Александр Алексеевич — генерал-полковник милиции в отставке
52. 2005 — Мурашкин, Борис Михайлович — советский и российский учёный, физик[78].
53. 2005 — Падалка, Геннадий Иванович — инструктор-космонавт-испытатель отряда космонавтов федерального государственного бюджетного учреждения «Научно-исследовательский испытательный центр подготовки космонавтов имени Ю. А. Гагарина»
54. 2005 — Чемезов, Сергей Викторович — генеральный директор федерального государственного унитарного предприятия «Рособоронэкспорт».
55. 2005 — Колесов, Николай Александрович — генеральный директор открытого акционерного общества «Завод «Элекон»[79]
56. 2005 — Фёдоров, Виктор Дмитриевич — адмирал в отставке
57. 2006, 9 августа — Кадыров, Рамзан Ахматович — председатель Правительства Чеченской Республики[80].
58. 2006 — Скачков, Сергей Ростиславович — вокалист, композитор[81].
59. 2006 — Скоков, Сергей Иванович — генерал-майор[82].
60. 2006 — Токарев, Валерий Иванович — командир группы, космонавт-испытатель отряда космонавтов Российского государственного научно-исследовательского испытательного центра подготовки космонавтов имени Ю. А. Гагарина[82].
61. 2006 — Якубов, Юрий Николаевич.
62. 2006, 28 ноября — Борисюк, Сергей Константинович — генерал-майор
63. 2006 — Сердцев, Николай Иванович — генерал-полковник
64. 2006, 20 декабря — Каидов, Зулкаид Гусейнович — генерал-майор
65. 2007 — Дегтерёв, Александр Степанович — генеральный директор АО «ЦКБ «Геофизика»
66. 2007 — Джабаров, Владимир Михайлович — первый вице-президент инвестиционной группы «Ренессанс Капитал»[83].
67. 2008 — Абрамов, Михаил Леопольдович — адмирал
68. 2008 — Антонова, Татьяна Викторовна — пловчиха в ластах
69. 2008 — Бакин, Владимир Юрьевич — генерал армии[84].
70. 2008 — Бриш, Аркадий Адамович — почётный научный руководитель федерального государственного унитарного предприятия «Всероссийский научно-исследовательский институт автоматики им. Н. Л. Духова»[85].
71. 2008 — Бусловский, Виктор Николаевич — генерал-лейтенант
72. 2008 — Маленченко, Юрий Иванович — космонавт-испытатель отряда космонавтов федерального государственного бюджетного учреждения «Научно-исследовательский испытательный центр подготовки космонавтов имени Ю. А. Гагарина», Московская область
73. 2008 — Пстыго, Иван Иванович — маршал авиации в отставке, главный специалист высшего профессионального образования «Военно-воздушная инженерная академия им. профессора Н. Е. Жуковского»[85].
74. 2008 — Смирнов, Герман Алексеевич — главный конструктор Всероссийского научно-исследовательского института автоматики имени Духова (ВНИИА)[86].
75. 2008 — Тюрин, Михаил Владиславович — космонавт-испытатель 1 класса группы инструкторов-космонавтов отряда космонавтов федерального государственного бюджетного учреждения «Научно-исследовательский испытательный центр подготовки космонавтов имени Ю. А. Гагарина», Московская область.
76. 2008 — Гущин, Николай Иванович — конструктор[87]
77. 2008, 24 апреля — Виноградов, Павел Владимирович — космонавт
78. 2008, 18 августа — Меняйло, Сергей Иванович — вице-адмирал[88]
79. 2008 — Кружалин, Александр Павлович — начальник Лётно-испытательного центра им. В. П. Чкалова, полковник ВВС[89]
80. 2008 — Симоненко, Владимир Борисович — генерал-майор медицинской службы
81. 2008 — Сахнов, Вячеслав Иванович — подполковник (посмертно)[90]
82. 2008 — Рушайло, Владимир Борисович — генерал-полковник
83. 2008 — Шурыгин, Виктор Александрович — генеральный директор и генеральный конструктор АО ФНПЦ «Титан-Баррикады»
84. 2008 — Красников, Геннадий Яковлевич —  генеральный директор ОАО «НИИМЭ и Микрон»
85. 2009 — Волков, Александр Анатольевич — полковник милиции, командир Сергиево-Посадского ОМОНа[91].
86. 2009 — Парфёнов, Валерий Евгеньевич — генерал-майор медицинской службы[91].
87. 2009, 13 июня (указ № 670) — Сафаров, Асгат Ахметович — министр внутренних дел Республики Татарстан[92].
88. 2009 — Соколов, Сергей Леонидович — Маршал Советского Союза, советник при Министерстве обороны Российской Федерации[91].
89. 2009 — Чеханков, Фёдор Яковлевич — артист Центрального академического театра Российской Армии[91].
90. 2009 — Шахов, Вячеслав Владимирович — подполковник[93], военный лётчик[94].
91. 2009, 22 марта — Рамишвили, Теймураз Отарович — Чрезвычайный и полномочный посол Российской Федерации в Дании
92. 2009, 22 марта — Маркарян, Роберт Вартанович — посол по особым поручениям МИД Российской Федерации
93. 2009, 5 октября — Язов, Дмитрий Тимофеевич — Маршал Советского Союза, ведущий аналитик (генеральный инспектор) Службы генеральных инспекторов Министерства обороны Российской Федерации[91].
94. 2009 — Фомин, Александр Васильевич — генерал-полковник
95. 2009 — Шляков, Сергей Анатольевич — генерал-полковник
96. 2009 — Тетюхин, Владислав Валентинович — бывший генеральный директор ВСМПО-АВИСМА
97. 2009 — Селемир, Виктор Дмитриевич — физик[95]
98. 2010 — Александров, Владимир Леонидович — Директор предприятия «Адмиралтейские верфи»[96]
99. 2010 — Антонов, Анатолий Иванович — директор Департамента по вопросам безопасности и разоружения Министерства иностранных дел Российской федерации[97].
100. 2010 — Ахмеров, Ильдар Фердинандович — капитан 1 ранга, командир 44-й бригады противолодочных кораблей Тихоокеанского флота[98].
101. 2010 — Дегтярь, Владимир Григорьевич — генеральный конструктор Государственного ракетного центра имени академика В. П. Макеева[99]
102. 2010 — Кикоть, Владимир Яковлевич — член Комитета по социальной политике и здравоохранению Совета Федерации[100]
103. 2010 — Покровская, Алина Станиславовна — артистка Центрального академического театра Российской Армии[101].
104. 2011 — Волков, Вениамин Васильевич — профессор кафедры Федерального государственного военного образовательного учреждения «Военно-медицинская Академия имени С. М. Кирова», город Санкт-Петербург[102].
105. 2010 — Кулаков, Владимир Фёдорович — генерал-полковник в отставке
106. 2011 — Рогожкин, Николай Евгеньевич — главнокомандующий Внутренними войсками МВД России — заместитель министра внутренних дел Российской Федерации, генерал армии[103].
107. 2011 — Уйба, Владимир Викторович — руководитель Федерального медико-биологического агентства.
108. 2011, 2 февраля — Семенченко, Валерий Павлович — генерал-лейтенант
109. 2012 — Антохин, Геннадий Иванович — капитан ледокола ОАО «Дальневосточное морское пароходство», Приморский край[104].
110. 2012 — Басаргин, Виктор Фёдорович — губернатор Пермского края[105].
111. 2012 — Гиллер, Николай Евгеньевич — монтажник радиоэлектронной аппаратуры и приборов ОАО «Корпорация „Московский институт теплотехники“»[104].
112. 2012 — Костин, Константин Николаевич — начальник Управления администрации Президента Российской Федерации по внутренней политике[106].
113. 2012 — Манышев, Василий Иванович — слесарь-инструментальщик Государственного космического научно-производственного центра имени М. В. Хруничева[107].
114. 2012 — Нефёдов, Виктор Степанович — первый заместитель главного конструктора-первый заместитель начальника конструкторского бюро-1 Российского федерального ядерного центра — Всероссийского научно-исследовательского института экспериментальной физики, Нижегородская область[104].
115. 2012 — Слюсарь, Борис Николаевич — генеральный директор Ростовского вертолетного производственного комплекса ОАО «Роствертол»[104].
116. 2012 — Тимакова, Наталья Александровна — пресс-секретарь Президента Российской Федерации[106].
117. 2012 — Шматко, Сергей Иванович — министр энергетики Российской Федерации
118. 2012 — Челпанов, Александр Владимирович — контр-адмирал
119. 2012 — Мамсуров, Таймураз Дзамбекович — Глава Республики Северная Осетия[108][109].
120. 2012 — Мураховский, Григорий Моисеевич — генеральный директор ПО «Полёт»
121. 2012 — Каракаев, Сергей Викторович — генерал-полковник
122. 2012 — Набиуллина, Эльвира Сахипзадовна — помощник Президента Российской Федерации[110]
123. 2013 — Асапов, Валерий Григорьевич — полковник, командир 37-й отдельной гвардейской мотострелковой бригады 36-й общевойсковой армии[111].
124. 2013 — Ершов, Владислав Александрович — полковник полиции, заместитель начальника Центра специального назначения сил оперативного реагирования и авиации МВД России — командир специального отряда быстрого реагирования «Рысь»[112].
125. 2013 — Зимин, Виктор Михайлович — Глава Республики Хакасия
126. 2013 — Поляшев, Павел Алексеевич — советник генерального директора по Уральскому федеральному округу федерального государственного унитарного предприятия «Ведомственная охрана объектов промышленности Российской Федерации», Свердловская область[112].
127. 2014, 20 февраля — Церетели, Зураб Константинович — президент Российской академии художеств, город Москва[113].
128. 2014, 27 февраля — Козлов, Александр Петрович — экс-губернатор Орловской области[114].
129. 2014, 20 апреля — Пумпянский, Дмитрий Александрович — председатель совета директоров Группы Синара[115].
130. 2014, 22 апреля — Жаров, Александр Александрович — руководитель Федеральной службы по надзору в сфере связи, информационных технологий и массовых коммуникаций[116].
131. 2014, 22 апреля — Златопольский, Антон Андреевич — первый заместитель генерального директора информационного холдинга ФГУП «Всероссийская государственная телевизионная и радиовещательная компания»[116].
132. 2014, 22 апреля — Романченко, Андрей Юрьевич — генеральный директор ФГУП «Российская телевизионная и радиовещательная сеть»[116].
133. 2014, 22 апреля — Симоньян, Маргарита Симоновна — главный редактор телеканала RT, главный редактор международного информационного агентства «Россия сегодня»[116].
134. 2014, 22 апреля — Сунгоркин, Владимир Николаевич — главный редактор газеты «Комсомольская правда»[116].
135. 2014 — Буянова, Елена Германовна — тренер-преподаватель по фигурному катанию на коньках государственного бюджетного образовательного учреждения дополнительного образования детей спортивной направленности города Москвы «Специализированная детско-юношеская спортивная школа олимпийского резерва „Воробьёвы горы“»[117].
136. 2014 — Вронский, Александр Всеволодович — старший вице-президент блока автономной некомерческой организации «Организационный комитет „Сочи 2014“»[118].
137. 2014 — Губерниев, Дмитрий Викторович — главный редактор Объединённой редакции спортивных телеканалов Всероссийской государственной телевизионной и радиовещательной компании[118].
138. 2014 — Жулин, Александр Вячеславович — тренер спортивной сборной команды Российской Федерации по фигурному катанию на коньках федерального государственного бюджетного учреждения «Центр спортивной подготовки сборных команд России»[117].
139. 2014 — Земский, Алексей Владимирович — заместитель генерального директора — руководитель департамента Всероссийской государственной телевизионной и радиовещательной компании[118].
140. 2014 — Карев, Юрий Викторович — токарь-расточник завода федерального государственного унитарного предприятия «РФЯЦ-ВНИИЭФ», Нижегородская область[119].
141. 2014 — Клеймёнов, Кирилл Алексеевич — директор Дирекции информационных программ открытого акционерного общества «Первый канал»[118].
142. 2014 — Комаров, Александр Николаевич — вице-президент государственной корпорации «Олимпстрой»[118].
143. 2014 — Кравцов, Александр Михайлович — директор федерального государственного бюджетного учреждения «Центр спортивной подготовки сборных команд России»[120].
144. 2014 — Краснов, Алексей Валерьевич — старший вице-президент блока автономной некомерческой организации «Организационный комитет „Сочи 2014“»[118].
145. 2014 — Лищенко, Ирина Николаевна — вице-президент государственной корпорации «Олимпстрой»[118].
146. 2014 — Лопухов, Николай Петрович — старший тренер спортивной сборной команды Российской Федерации по биатлону федерального государственного бюджетного учреждения «Центр спортивной подготовки сборных команд России»[117].
147. 2014 — Мишин, Алексей Николаевич — тренер спортивной сборной команды Российской Федерации по фигурному катанию на коньках федерального государственного бюджетного учреждения «Центр спортивной подготовки сборных команд России»[117].
148. 2014 — Мозер, Нина Михайловна — тренер-преподаватель по фигурному катанию на коньках государственного бюджетного образовательного учреждения дополнительного образования детей спортивной направленности города Москвы «Специализированная детско-юношеская спортивная школа олимпийского резерва „Воробьёвы горы“»[117].
149. 2014 — Морозов, Николай Александрович — тренер спортивной сборной команды Российской Федерации по фигурному катанию на коньках федерального государственного бюджетного учреждения «Центр спортивной подготовки сборных команд России»[117].
150. 2014 — Пахомов, Анатолий Николаевич — глава города Сочи Краснодарского края[117].
151. 2014 — Пекарш, Александр Иванович — заместитель генерального директора — директор филиала ОАО «Авиационная холдинговая компания „Сухой“» «Комсомольский-на-Амуре авиационный завод имени Ю. А. Гагарина», Хабаровский край[119].
152. 2014 — Секачёв, Денис Георгиевич — старший вице-президент блока автономной некомерческой организации «Организационный комитет „Сочи 2014“»[118].
153. 2014 — Суханов, Сергей Алексеевич — старший вице-президент блока автономной некомерческой организации «Организационный комитет „Сочи 2014“»[118].
154. 2014 — Тихомиров, Денис Валерьевич — главный тренер спортивной сборной команды Российской Федерации по сноуборду федерального государственного бюджетного учреждения «Центр спортивной подготовки сборных команд России»[117].
155. 2014 — Файфман, Александр Анатольевич — заместитель генерального директора открытого акционерного общества «Первый канал»[118].
156. 2014, 17 октября — Тутберидзе, Этери Георгиевна — тренер по фигурному катанию
157. 2014 — Лопарёв, Сергей Юрьевич — специалист в области военной техники
158. 2014 — Котенко, Константин Валентинович — заместитель директора по научной работе Национального исследовательского центра «Курчатовский институт»
159. 2015 — Романенко, Роман Юрьевич — космонавт-испытатель — заместитель командира отряда космонавтов федерального государственного бюджетного учреждения «Научно-исследовательский испытательный центр подготовки космонавтов имени Ю. А. Гагарина», Московская область[121].
160. 2016 — Бондарев, Виктор Николаевич — генерал-полковник
161. 2016 — Журавлёв, Александр Александрович — генерал-полковник
162. 2016 — Смирнов, Сергей Александрович — заместитель генерального директора — директор филиала ПАО «Авиационная холдинговая компания „Сухой“» «Новосибирский авиационный завод имени В. П. Чкалова»[122].
163. 2017 — Ботян, Алексей Николаевич[123].
164. 2017 — Григорович, Валерий Михайлович — начальник участка — старший сдаточный механик акционерного общества «Центр судоремонта „Звездочка“»,Архангельская область[124].
165. 2017 — Поддубный, Евгений Евгеньевич — специальный корреспондент федерального государственного унитарного предприятия «ВГТРК»[124].
166. 2017 — Решетников, Леонид Петрович — председатель наблюдательного совета «Царьград медиа», генерал-лейтенант Службы внешней разведки в отставке[125].
167. 2017 — Умнов, Сергей Павлович — начальник Главного управления МВД России по городу Санкт-Петербургу и Ленинградской области[126].
168. 2017 — Вепрев, Александр Алексеевич — генеральный директор Иркутского авиационного завода[127].
169. 2018 — Когогин, Сергей Анатольевич — генеральный директор публичного акционерного общества «КАМАЗ», Республика Татарстан[128].
170. 2018 — Миронов, Сергей Михайлович — руководитель фракции «Справедливая Россия» в Государственной думе Федерального собрания Российской Федерации[129].
171. 2019 — Сорокин, Алексей Леонидович — глава оргкомитета  «Россия-2018»[130].
172. 2019 — Румянцев, Александр Григорьевич — генеральный директор федерального государственного бюджетного учреждения «Национальный медицинский исследовательский центр детской гематологии, онкологии и иммунологии имени Дмитрия Рогачёва», г. Москва[131]
173. 2019 — Магомедов, Магомедсалам Магомедалиевич — заместитель Руководителя Администрации Президента Российской Федерации[132].
174. 2019 — Булдаков, Михаил Александрович — начальник цеха федерального государственного унитарного предприятия «Научно-производственный центр автоматики и приборостроения имени академика Н. А. Пилюгина», Москва[133].
175. 2019 — Зюганов, Геннадий Андреевич — депутат Государственной думы Федерального собрания Российской Федерации, руководитель фракции политической партии «Коммунистическая партия Российской Федерации» в Государственной думе[133].
176. 2019 — Теплинский, Михаил Юрьевич — генерал-лейтенант
177. 2019 — Лавров, Алексей Михайлович — заместитель Министра финансов Российской Федерации
178. 2020 — Турчак, Анатолий Александрович — генеральный директор холдинговой компании «Ленинец», город Санкт-Петербург[134].
179. 2019 — Резанцев, Яков Владимирович — генерал-лейтенант
180. 2020 — Холзаков, Андрей Владимирович — заместитель командующего ВДВ РФ по миротворческим силам, генерал-лейтенант[135]
181. 2020 — Парфенчиков, Артур Олегович — бывший Глава Республики Карелия[136]
182. 2020 — Кукушкин, Алексей Васильевич — полковник ВДВ в отставке[137]
183. 2020 — Лимаренко, Валерий Игоревич — Губернатор Сахалинской области[138]
184. 2021 — Слуцкий, Леонид Эдуардович — Глава комитета по международным делам Государственной думы Федерального собрания Российской Федерации[139]
185. 2021 — Кондратьев, Вениамин Иванович — губернатор Краснодарского края[140]
186. 2021 — Будниченко, Михаил Анатольевич — генеральный директор Северного машиностроительного предприятия[141].
187. 2023 — Кумпилов, Мурат Каральбиевич — Глава Республики Адыгея[142]
188. 2023 — Бочаров, Андрей Иванович — губернатор Волгоградской области[143]
189. 2024 — Короткевич, Михаил Захарович — генеральный конструктор – заместитель генерального директора по научно-технической политике и разработке вертолётной техники акционерного общества «Вертолёты России»[144]
190. 2024 — Матыцин, Олег Васильевич — министр спорта Российской Федерации (до 7 мая 2024 года)[144]
191. 2024 — Делимханов, Адам Султанович — депутат Государственной думы Федерального собрания Российской Федреации[145]
192. 2024 — Хабиров, Радий Фаритович — глава Республики Башкортостан[146]
193. 2024 — Лысенко, Марьяна Анатольевна — главный врач ГБУЗ города Москвы «Городская клиническая больница № 52 Департамента здравоохранения города Москвы»[147]
194. 2024 — Сильников, Михаил Владимирович — генеральный директор АО «Научно-производственное объединение специальных материалов», Санкт-Петербург[147]
195. 2024 — Рожков, Павел Алексеевич — президент Паралимпийского комитета России[148]
196. 2024 — Жога, Артём Владимирович — Полномочный представитель президента Российской Федерации в Уральском федеральном округе[149]
197. 2025, 26 марта — Москалькова, Татьяна Николаевна — Уполномоченный по правам человека в Российской Федерации[150]
198. 2025 — Тришкин, Дмитрий Вячеславович — Начальник Главного военно-медицинского управления Министерства обороны Российской Федерации[151]
199. 2025 — Швыткин, Юрий Николаевич — Депутат Государственной думы Российской Федерации[152][152]